# Cosa (personaggio)
La Cosa (The Thing), il cui vero nome è Benjamin Jacob "Ben" Grimm, è un personaggio dei fumetti statunitensi pubblicato da Marvel Comics. Creato da Stan Lee e Jack Kirby nel 1961, è uno dei membri fondatori dei Fantastici Quattro e il migliore amico di Reed Richards. È conosciuto per il suo caratteristico aspetto roccioso, la sua forza sovrumana, il suo senso dell'umorismo e il suo grido di battaglia "È tempo di distruzione!" (It's Clobbering Time!).
Il suo creatore grafico, Jack Kirby, per Ben Grimm si è ispirato ai tratti di Michael Conrad nel disegnarlo.
Il sito web IGN ha inserito la Cosa alla 18ª posizione nella classifica dei cento maggiori eroi della storia dei fumetti, dopo Barbara Gordon e prima di James Gordon.

Bring It On
Fantastic 4
Fantastic 4 
Rise of the Silver Surfer 

## Biografia del personaggio

I Fantastici Quattro n. 259

Di origine ebraica, Benjamin J. Grimm è cresciuto nel quartiere di Yancy Street, a New York city, allevato dagli zii una volta che i suoi genitori morirono. Ben era molto legato a suo fratello Daniel, morto durante una rissa tra bande, che gli ha insegnato le "regole" della strada e a farsi rispettare.
Nonostante le sue umili origini, andò al college, ove si distinse come giocatore di football americano; fu durante questi anni che strinse una profonda amicizia con Reed Richards, col quale divenne addirittura compagno di stanza, dopo che il precedente compagno di Reed, tale Victor Von Doom, era stato espulso.
I due ragazzi non potevano essere più diversi: timido e riflessivo Reed, impulsivo e spavaldo Ben, uno genio della scienza, l'altro stella dello sport; tuttavia il legame che univa i due era solido, di quelli destinati a durare nel tempo.
Anni dopo Ben si arruolò nell'esercito, dove divenne un eccellente pilota da combattimento. Proprio in virtù di questo suo talento, venne contattato dal suo vecchio amico Reed, che gli propose di pilotare un razzo destinato ad un volo spaziale. Ben accettò e, in compagnia della fidanzata di Reed, Susan e al fratello di lei, Johnny, i quattro si diressero nello spazio.
Ma qualcosa andò storto e la navetta venne investita da alcuni raggi cosmici che danneggiarono l'astronave e costrinsero Ben ad un atterraggio di fortuna. I quattro sopravvissero ma le radiazioni subite cambiarono per sempre la loro fisiologia, in modo particolare quella di Ben, che vide il proprio corpo tramutarsi in un ammasso di roccia arancione che lo rendeva indistruttibile e che gli aveva donato una forza terribile, ma dall'aspetto mostruoso e dal peso approssimativo di mille chili: Sue definì il suo aspetto una «cosa orribile e spaventosa».
Reed si sentì colpevole per quanto avvenuto, e giurò a Ben che avrebbe investito tutte le sue risorse per poterlo guarire.
Insieme formarono il primo gruppo di supereroi dell'era moderna, i Fantastici Quattro, e Ben prese come nome in codice proprio quello esclamato da Susan la prima volta che lo vide. Ben allacciò inoltre una relazione con la scultrice cieca Alicia Masters.
Benché sempre tormentato dal suo orribile aspetto, e sentendosi più un mostro che un uomo, nei panni della Cosa Ben è divenuto l'idolo di moltissime persone in tutto il mondo, che lo adorano sia per le imprese eroiche a cui ha preso parte che per la sua ironia e il suo senso dell'umorismo.
Durante le "guerre segrete" sul pianeta dell'Arcano, la Cosa riusciva in qualche modo a tornare nella sua forma umana, decise quindi di rimanervi per un certo periodo.
Al suo ritorno sulla Terra, scoprì che Alicia si era sposata con Johnny Storm (sebbene tempo dopo si scoprirà che questa in realtà è una Skrull di nome Lyla), di conseguenza Ben lasciò il gruppo e si trasferì a Los Angeles, dove divenne una star dell'Unlimited Wrestling Federation, una lega di wrestler dalla forza sovraumana, dove fa amicizia con Demolition Man.
In questo periodo, inoltre, collabora con i Vendicatori della costa ovest, tormentato continuamente dalle richieste di Occhio di Falco di entrare in pianta stabile nel team. Successivamente però Ben si riconcilia col quartetto e riprende il suo posto all'interno del gruppo.
Celebri sono stati i suoi scontri con l'incredibile Hulk: i due sono legati da una forte rivalità, legata allo scoprire chi tra i due è il più forte, che sfocia spesso in violentissime battaglie. In quasi 50 anni di storie, Ben e Hulk si sono scontrati più di 30 volte, la maggior parte di queste sono finite con la vittoria del Golia Verde o in pareggio, sebbene in un'occasione Ben è stato addirittura in grado di strappare una vittoria contro l'Hulk grigio alias Mister Fixit.

## Saghe

### Civil War
Durante Civil War è l'unico membro del gruppo a non prendere una posizione precisa; pur disapprovando apertamente l'atto di registrazione dei superumani, decide di non entrare in conflitto con molti supereroi che considera amici. Decide così di non schierarsi e si trasferisce per un breve periodo a Parigi, dove vivrà alcune avventure con gli Eroi di Parigi, un gruppo di supereroi locali.

### World War Hulk
Durante l'assedio a Manhattan di Hulk, la Cosa lo affronta quando questi attacca il Baxter Building alla ricerca di Richards; i due si sono battuti diverse volte nel corso degli anni, dando vita ogni volta a duelli molto intensi; tuttavia stavolta, sebbene Ben esibisca un'eccellente tecnica di lotta, Hulk si dimostra troppo superiore per resistenza e forza e lo abbatte senza sforzo.

### Post Secret Invasion
Dopo l'Invasione Skrull, la Cosa affronta insieme agli altri Fantastici 4 il Marchese della Morte, il mentore di Destino, sconfiggendolo. Al termine della battaglia, Ben cerca di sposarsi con la sua fidanzata Deborah Green. Ma Ben si tira indietro e decide di non sposare più Debbie. Le confessa che il motivo della sua decisione è la paura che i suoi nemici la prendano di mira. Infatti, vedendo Namor, l'Uomo Ragno, Devil e Bruce Banner, ricorda come le loro ragazze Lady Dorma, Gwen Stacy, Karen Page e Betty Ross furono uccise dai loro nemici.

### Fear Itself
Con la morte della Torcia umana, Benjamin assieme ai suoi compagni di squadra, forma la nuova Fondazione Futuro, sebbene abbia peggiorato i rapporti con Reed Richards. Con l'arrivo di uno dei sette martelli del Serpente, si dirige verso la strada newyorkese di Yancy Street, incuriosito dall'oggetto. Nonostante gli avvertimenti di Mr. Fantastic, si avvicina troppo all'arma e viene posseduto dallo spirito che giaceva in essa, diventando una versione demoniaca di sé stesso, con diverse bocche sul corpo e fiamme che spuntano dalla bocca e dagli occhi. Il nome che gli viene attribuito è Angrir, il Distruttore di Anime. Immediatamente dopo il suo risveglio, il mostro comincia a radere al suolo New York, mettendo in fuga prima l'Uomo Ragno e poi affrontando in battaglia Rulk, che si era deciso nel frattempo ad unirsi con i Vendicatori. Ne esce vincitore poiché Hulk Rosso, per non perdere la sua umanità decide di non utilizzare il suo potere di assorbimento che, a detta di Modok, gli procurerebbe una certa vittoria; successivamente affronta Thor che tenta di uccidere assieme a Nul, il Valoroso che aveva preso il controllo di Hulk, ma cade sotto i colpi di Mjolnir, permettendo alla Cosa di riprendere il controllo sul proprio corpo. I suoi nipoti acquisiti, Franklin e Valeria Richards, lo soccorrono e contro le promesse del padre, lo guariscono a tal punto da fargli levare ogni traccia di Angrir.

## Relazioni
La Cosa è generalmente ben amata da altri eroi all'interno dell'universo Marvel. Il rapporto di Grimm con i suoi compagni di squadra è stato stretto ma a volte nervoso dato il suo carattere. Lui e Johnny Storm (la Torcia Umana) spesso discutono e si scontrano, ma restano grandi amici.
Il primo interesse amoroso di Grimm fu la cieca Alicia Masters, ed era intensamente geloso di lei. Quando Johnny iniziò una sua relazione con Alicia Masters e si fidanzarono, Grimm era sconvolto. Tuttavia, dovette ammettere che, a differenza di se stesso e del suo corpo ricoperto di pietre, Johnny poteva "essere un uomo". Accettò di fare da testimone al loro matrimonio. La relazione tra Alicia e Johnny si concluse con la rivelazione che Alicia di cui Johnny si era innamorato era in realtà Lyja, un membro della razza aliena mutaforma conosciuta come gli Skrull. La vera Alicia, che è stata tenuta in animazione sospesa, è stata salvata dai Fantastici Quattro e riunita con la Cosa.
Ben iniziò a frequentare un'insegnante di nome Debbie Green. Ben presto chiese a quest'ultima di sposarlo, cosa che lei accettò. In seguito la lasciò all'altare quando si rese conto dei pericoli delle mogli dei supereroi.
Grimm è il migliore amico di Reed Richards, a cui si rivolge con il soprannome di "Gommolo", a causa dell'altezza naturale di Richards e della sua capacità di allungare il corpo. Tuttavia, Grimm ritiene anche Reed responsabile delle sue condizioni, dal momento che Richards aveva respinto il potenziale pericolo dei raggi cosmici che davano loro i loro poteri, sebbene Grimm li avesse presi molto sul serio. Nei momenti di vera frustrazione nei confronti di Reed, Grimm si riferisce a lui semplicemente come "Richards".
Grimm è il padrino di Franklin, il figlio di Reed e Sue, che lo chiama affettuosamente "Zio Ben".

## Poteri e abilità
Il principale potere sovrumano della Cosa è la sua grande forza fisica. Nel corso degli anni, come risultato di un'ulteriore mutazione e di un rigoroso addestramento con macchinari appositamente progettati da Reed Richards, la sua forza è aumentata notevolmente. Se inizialmente poteva sollevare circa 50 tonnellate, negli anni a venire la sua forza è aumentata fino a superare le 100 tonnellate. Tra le sue più celebri prove di forza ci sono quella in cui è riuscito a sollevare e scagliare a grande distanza una piramide grande quanto la torre del Louvre, che pesa più di 150 tonnellate, e a vincere la forza di un macchinario capace di spostare un intero pianeta (e questo in stato di depotenziamento).
Inoltre è quasi indistruttibile, in grado di sopravvivere a impatti di grande forza senza subire lesioni, poiché il suo corpo è ricoperto da una pelle arancione, simile a una roccia. È anche in grado di resistere agli spari di armi di grosso calibro, ai proiettili perforanti e a temperature rigidissime o elevatissime (ad esempio, le fiamme della Torcia Umana). Tuttavia la pelle rocciosa della Cosa si può staccare: una volta il Demolitore riuscì col suo piede di porco a staccare un pezzo della pelle scagliosa che poi guarì nel giro di una settimana. Anche gli artigli in adamantio di Wolverine sono riusciti a scalfirla. Ha dimostrato di saper resistere a colpi potenti come la voce di Freccia Nera, i pugni di Hulk e Campione, l'ascia di Terrax, la corazza del Distruttore (fatto di Uru) e Mjolnir (il martello di Thor) usato a media potenza.
La muscolatura della Cosa produce meno tossine della fatica durante l'attività fisica, garantendogli una resistenza sovrumana. Quando è nella sua forma di Cosa, ha solo quattro dita per mano. La perdita di un dito su ciascuna mano, e l'aumento di volume del resto, non pregiudica la sua destrezza manuale. Tuttavia, è stato mostrato che fa cose come tenere una matita e usarla per comporre un telefono (anche con quadranti rotanti) o per premere pulsanti su una tastiera, per usare dispositivi che normalmente sarebbero troppo piccoli per lui.
A parte i suoi attributi fisici, i sensi della Cosa possono sopportare livelli di stimolazione sensoriale più elevati di un normale essere umano, con l'eccezione del suo senso del tatto. I suoi polmoni hanno maggiore efficienza e volume di quelli di un normale essere umano. Di conseguenza, la Cosa è in grado di trattenere il respiro per periodi di tempo molto più lunghi.
La Cosa è un pilota eccezionalmente abile, grazie al suo tempo trascorso come pilota collaudatore nel Corpo dei Marines degli Stati Uniti e come membro fondatore dei Fantastici Quattro. È anche un formidabile e implacabile combattente corpo a corpo. Il suo stile di combattimento incorpora elementi di pugilato, wrestling, judo, jujitsu e tecniche di combattimento da strada, così come l'addestramento al combattimento corpo a corpo dei militari. Ha sconfitto nel corpo a corpo forzuti del calibro di Wonder Man, Namor, Colosso, Freccia Nera, She-Hulk e Rhino, dimostrandosi più forte di loro. Nonostante questo, la sua forza fisica rimane comunque inferiore a quella di Hulk, Thor ed Ercole.
Ben è quasi immortale quando è nella sua forma di Cosa, poiché invecchia solo quando è umano. Dopo che Franklin e Valeria hanno creato una formula che consente a Ben di diventare umano per una settimana all'anno, Reed e Nathaniel hanno viaggiato per oltre 3000 anni nel futuro per vedere Ben ancora vivo dopo tutto quel tempo.

## Versioni alternative

### Terra-818
Su questa Terra, Ben Grimm è un astronauta rinnegato andato nello spazio cercando di salvare il mondo. È tornato sulla terra con la canonica forma de La Cosa di Terra-616 ma tempestato di pietre colorate diventando così La Cosa Dell'Infinito.

### Ultimate Marvel
Appare anche in Ultimate Fantastic Four. Come gli altri componenti del gruppo è molto più giovane della versione classica. Ma, a parte l'età, ha molti punti in comune con essa: è il migliore amico di Reed Richards e nasconde una forte malinconia e angoscia per il suo aspetto fisico, malcelata dietro l'umore apparentemente gioviale. Inoltre rispetto alla sua controparte classica possiede una forza ancora maggiore, tanto che nella saga Crossover lo vediamo abbattere l'Hulk Zombie con un solo colpo (d'altronde, certi eroi che diventano zombie possono avere un indebolimento dei loro poteri, perciò l'Hulk zombie, in confronto a quello originale, è una delle versioni meno forti che ci sia del golia verde). È stato classificato secondo nella classifica dei più forti personaggi dell'universo Ultimate, dopo Hulk.

## Altri media

### Cartoni animati
La Cosa compare tra i protagonisti in:
- I Fantastici Quattro (1967)
- The Fantastic Four (1978)
- La Cosa (1979)
- I Fantastici Quattro (1994)
- I Fantastici 4 - I più grandi eroi del mondo (2006)

La Cosa compare anche in:
- Spider-Man - L'Uomo Ragno (1994)
- L'incredibile Hulk (1996)
- Super Hero Squad Show (2010)
- Avengers - I più potenti eroi della Terra (2010)
- Ultimate Spider-Man (2012)
- Avengers Assemble (2013)
- Hulk e gli agenti S.M.A.S.H. (2013)
- Marvel Super Hero Adventures (2020)
- Spidey e i suoi fantastici amici (2021)

### Cinema

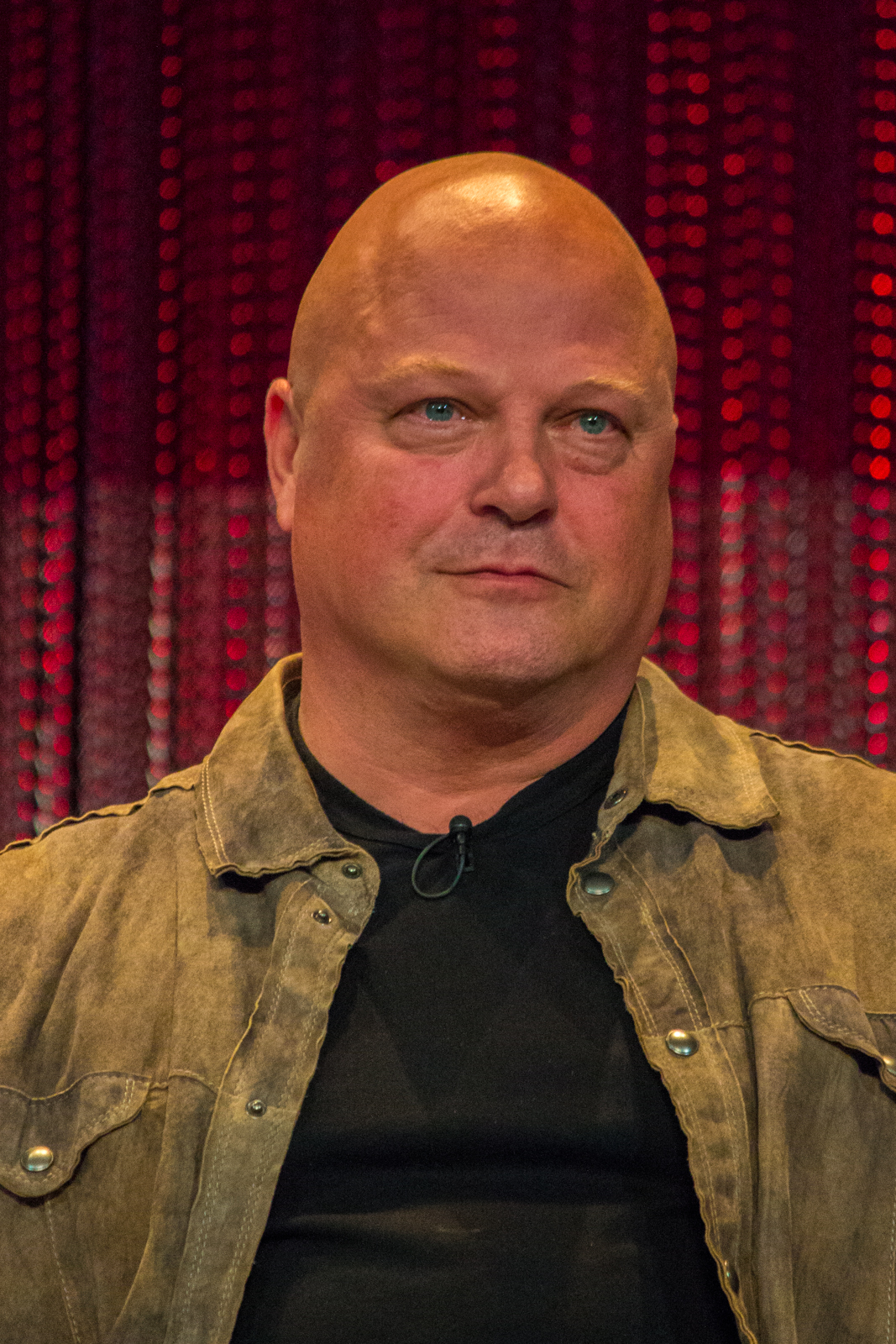
Michael Chiklis interpreta la Cosa nella duologia di Tim Story

- Nel 1994 fu prodotto con un budget bassissimo un film sul quartetto, intitolato The Fantastic Four. Nel film è il wrestler Carl Ciarfalio ad interpretare il personaggio della Cosa mentre Michael Bailey Smith interpreta Ben Grimm. Il film, comunque, non fu mai distribuito.
- Nel film I Fantastici 4 (2005) e nel suo sequel I Fantastici 4 e Silver Surfer (2007) è Michael Chiklis ad interpretare Ben Grimm in versione umana; la Cosa è impersonata dallo stesso attore con un costume.
- Nel film Fantastic 4 - I Fantastici Quattro (2015) Ben Grimm è interpretato da Jamie Bell, mentre la Cosa è realizzata in CGI e doppiata dallo stesso attore.
- La Cosa comparirà all'interno del Marvel Cinematic Universe, interpretato da Ebon Moss-Bachrach.
  - Il personaggio apparirà per la prima volta come uno dei protagonisti nel trentasettesimo film delll'MCU I Fantastici Quattro - Gli inizi (2025), e quindi si scopre che è ambientato nell'altro universo alternativo, catalogato come la Terra-828.
  - Nei film Avengers: Doomsday (2026) e Avengers: Secret Wars (2027), la Cosa, insieme alla sua squadra, farà nuovamente la sua comparsa e si riunisce con gli Avengers e alcuni dei loro vecchi e nuovi alleati per sconfiggere il suo nemico di sempre che minaccia l'intero multiverso, il Dottor Destino.

### Videogiochi
La Cosa compare in:
- Questprobe Featuring the Human Torch and the Thing (1985)
- Spider-Man (1995)
- Marvel Super Heroes in War of the Gems (1996)
- Fantastic Four (1997)
- I Fantastici 4 (2005)
- Marvel Nemesis: L'Ascesa degli Esseri Imperfetti (2005)
- Marvel: La Grande Alleanza (2006)
- I Fantastici 4 e Silver Surfer (2007)
- LittleBigPlanet (2008)
- Marvel: La Grande Alleanza 2 (2009)
- Marvel Super Hero Squad (2009)
- Marvel Super Hero Squad Online (2011)
- Marvel: Avengers Alliance (2012)
- LEGO Marvel Super Heroes (2013)
- Marvel Puzzle Quest (2013)
- Marvel Heroes (2013)
- Marvel: Sfida dei campioni (2014)
- Marvel Future Fight (2015)
- Marvel Strike Force (2018)
- Marvel: La Grande Alleanza 3: L'Ordine Nero (2019)
- Marvel Super War (2019)
- Marvel Duel (2020)
- Marvel Rivals (2024)